# Arlington Ladies

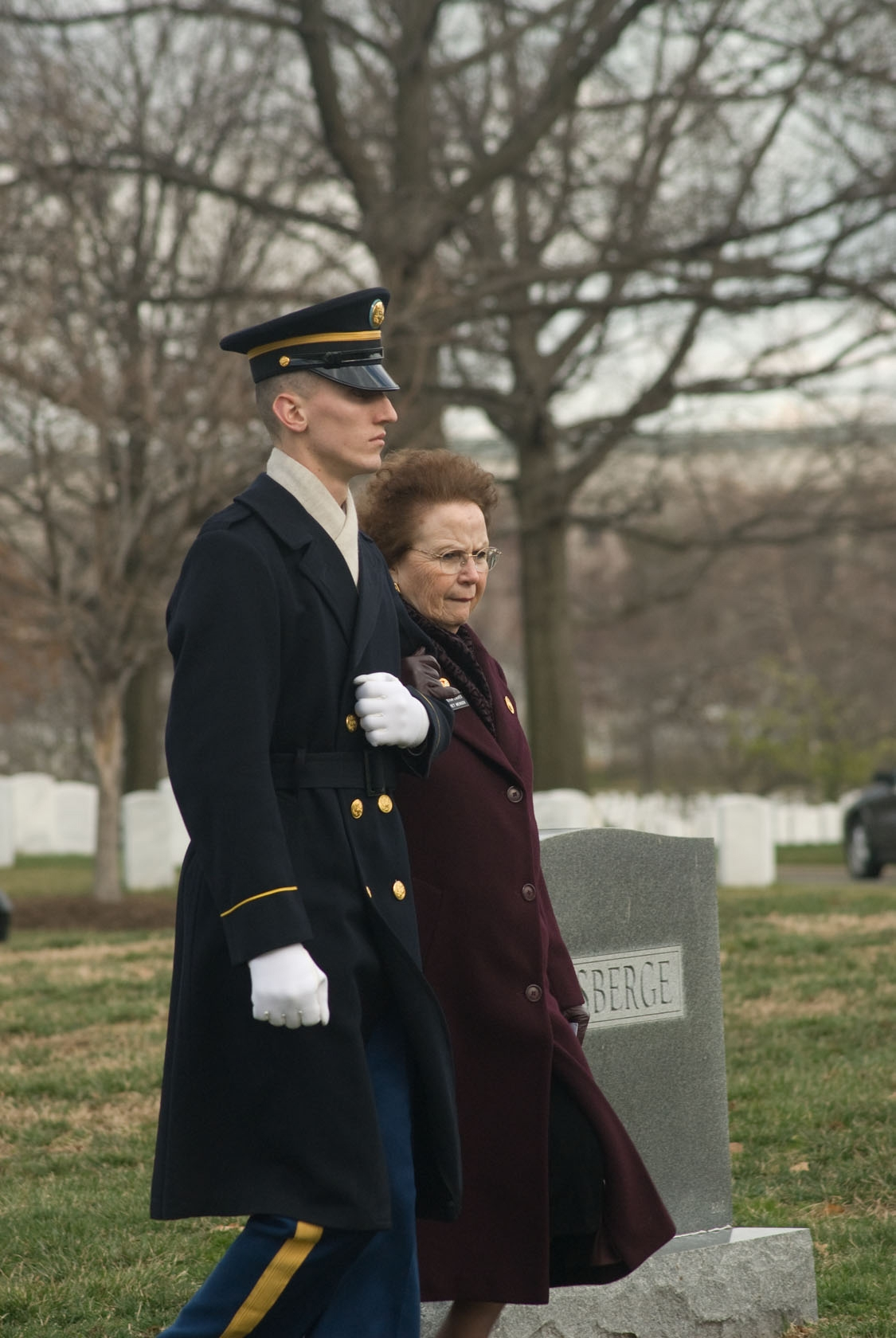
Eine Arlington Lady, die zu einer Beisetzung begleitet wird (2008)

Die Arlington Ladies sind eine Gruppe von Frauen, die an der Begräbnisfeier von Mitgliedern der amerikanischen Streitkräfte teilnehmen, die auf dem Arlington National Cemetery beigesetzt werden. Zu dieser Gruppe gehört auch ein Mann, der Arlington Gentleman genannt wird.
Diese Gruppe wurde 1948 gegründet, nachdem der Oberbefehlshaber der United States Air Force Hoyt Vandenberg und seine Frau Gladys miterlebten, wie junge Mitglieder der Streitkräfte beigesetzt wurden, ohne dass Familienmitglieder bei der Beerdigung anwesend waren. Üblicherweise waren nur ein Geistlicher und die Ehrenformation anwesend. Dies nahm Gladys Vandenberg zum Anlass, eine Gruppe zu gründen, die aus Mitgliedern des Offiziersfrauen-Clubs bestand und fortan bei allen Beerdigungen von Air-Force-Angehörigen teilnahmen. 1972 gründete die Frau von Creighton Abrams, Julia, eine Version dieser Gruppe für die US-Army und 1985 folgte auch die Navy mit der Bildung einer eigenen Gruppe. Seit 2005 verfügt die US-Küstenwache ebenfalls über eine eigene Gruppe Arlington-Ladies. Die Marines haben offiziell keine solche Gruppe, sie schicken jedoch einen Vertreter des Marine Commandant zu jeder Beisetzung.
Ursprünglich erschienen die Frauen allein bei den Beisetzungen. Zu einem zusätzlichen Begleiter entschloss man sich schließlich, als die Arlington Ladies zu einer Art offiziellem Teil der Zeremonie wurden. Die Begleiter sind Mitglieder des 3. US-Infanterieregiments. Die Soldaten der Army dienen üblicherweise vier Monate als Begleiter, während die Soldaten der Navy ständig mit dieser Aufgabe betraut sind.
Die Ladies wissen üblicherweise nicht viel über den beigesetzten Soldaten, mit Ausnahme der Angaben des Geistlichen. Die Army Arlington Ladies müssen Ehefrauen oder Witwen von Armyangehörigen sein und eine Empfehlung von einer gegenwärtigen Lady haben. Die Navy und die Air Force folgten mit ähnlichen Anforderungen für ihre Ladies.